# Cyclamen coum
Espèce
Statut CITES
Cyclamen coum Mill., le cyclamen de Cos ou cyclamen du Caucase, est une espèce de plantes à fleurs de la famille des Primulaceae. Elle se rencontre depuis la Bulgarie jusqu’au Nord d'Israël, tant dans les régions côtières qu’en montagne.

## Étymologie

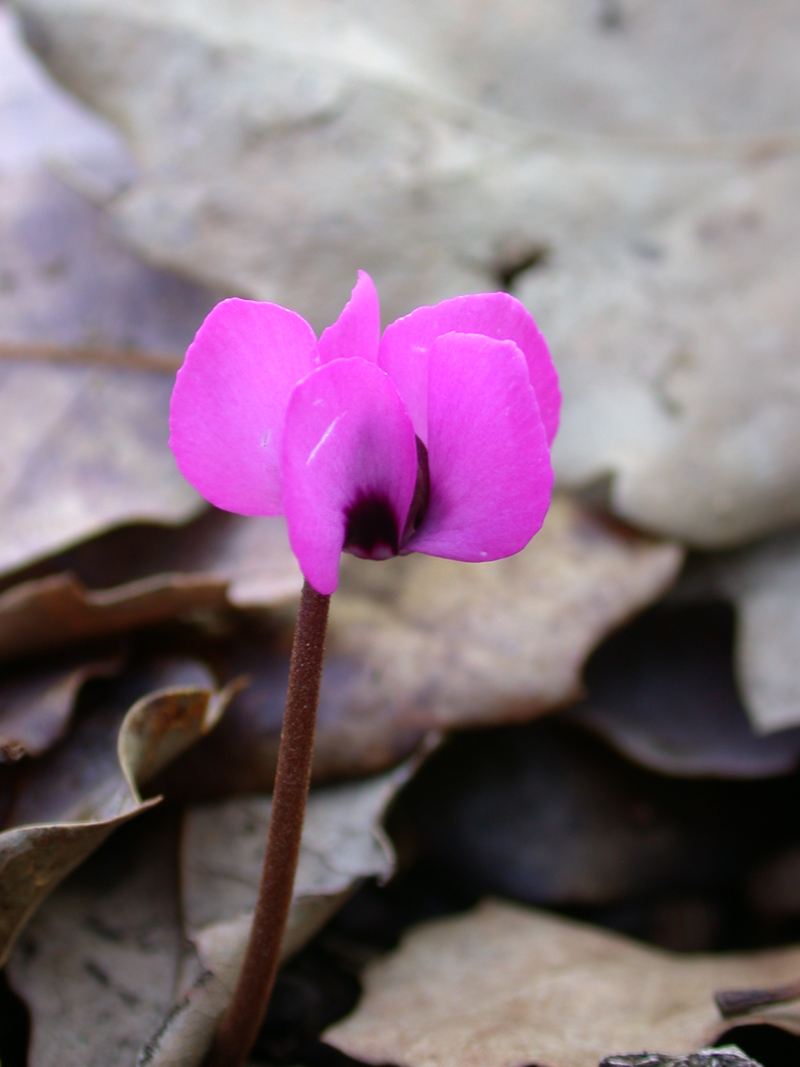
Fleur de Cyclamen coum.

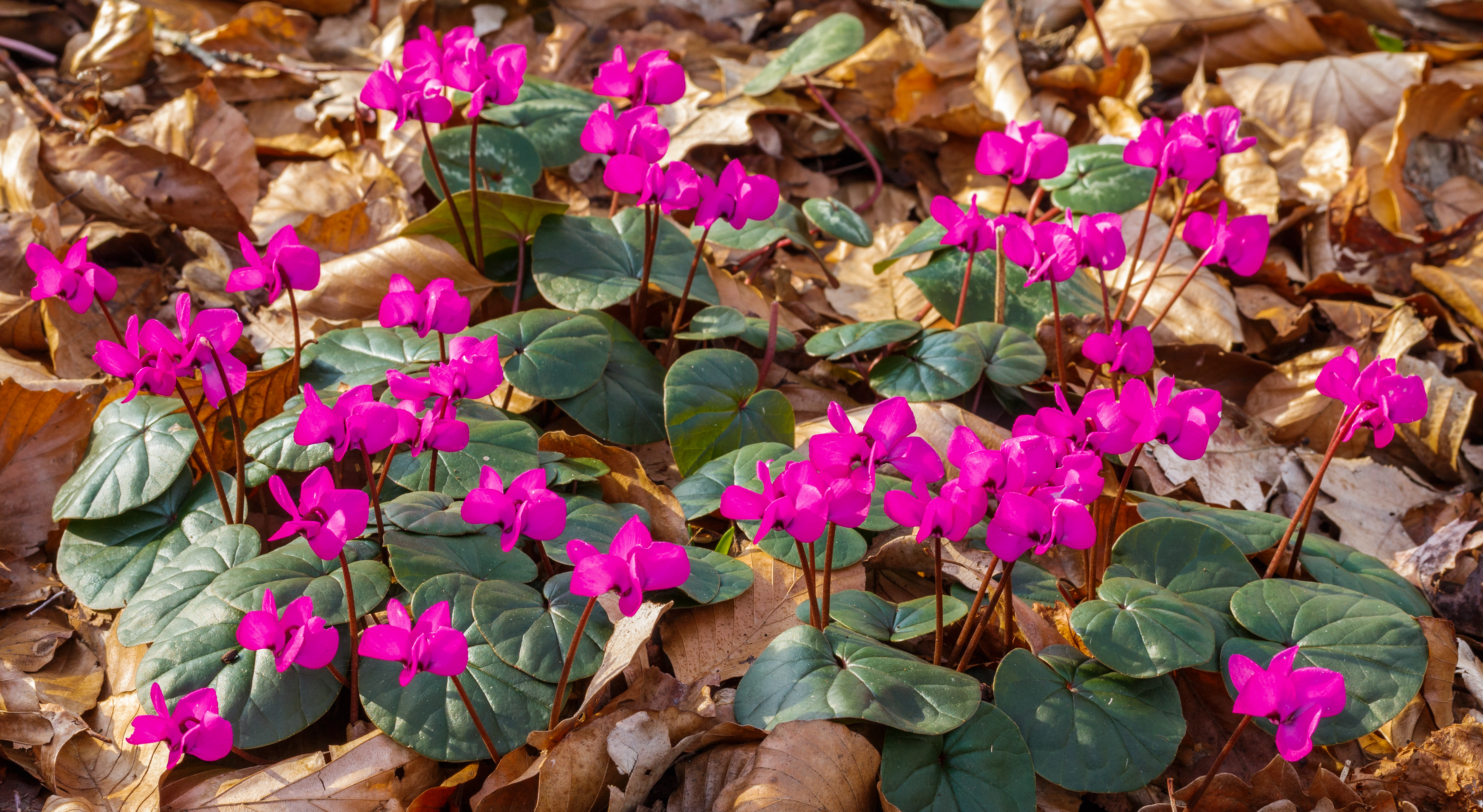
Cyclamen coum au milieu de feuilles mortes en Février 2019.

Le nom d'espèce est vraisemblablement dérivé de Coa (ou Quwê) en Cilicie Orientale, région où il est répandu, et non de l'île de Cos, où il n’est pas indigène.

## Caractéristiques
Cyclamen coum est une espèce très variable.
Les feuilles sont rondes ou réniformes, avec ou sans marbrures blanches. Elles apparaissent en automne et persistent jusqu’à la fin du printemps.
Les fleurs, plus trapues que celles des autres espèces, apparaissent de la fin décembre (lorsque le temps est clément) à la mi-avril. Elles sont de couleur variable, de blanc à magenta, avec une tache pourprée à la base.

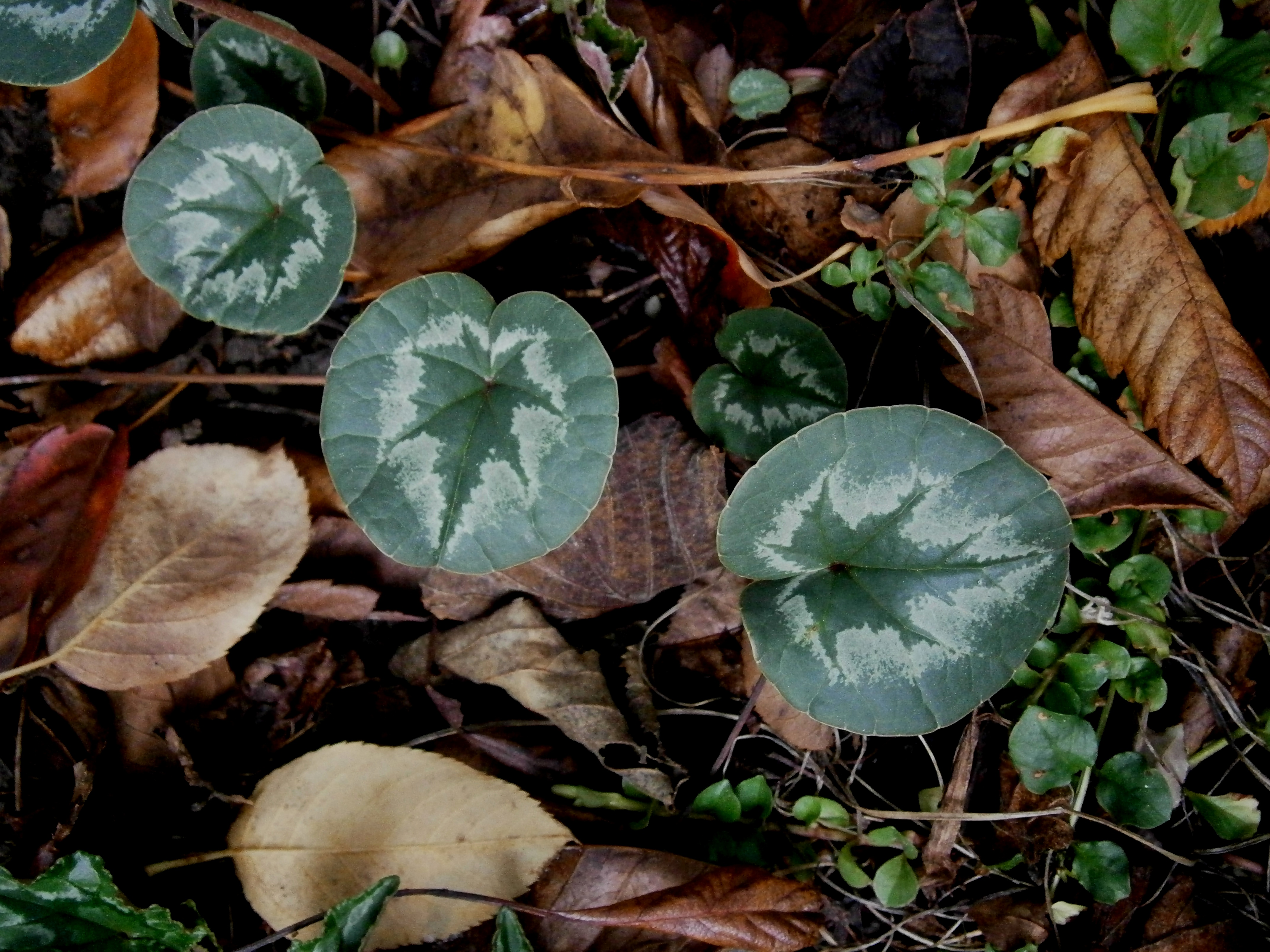
feuilles en automne.
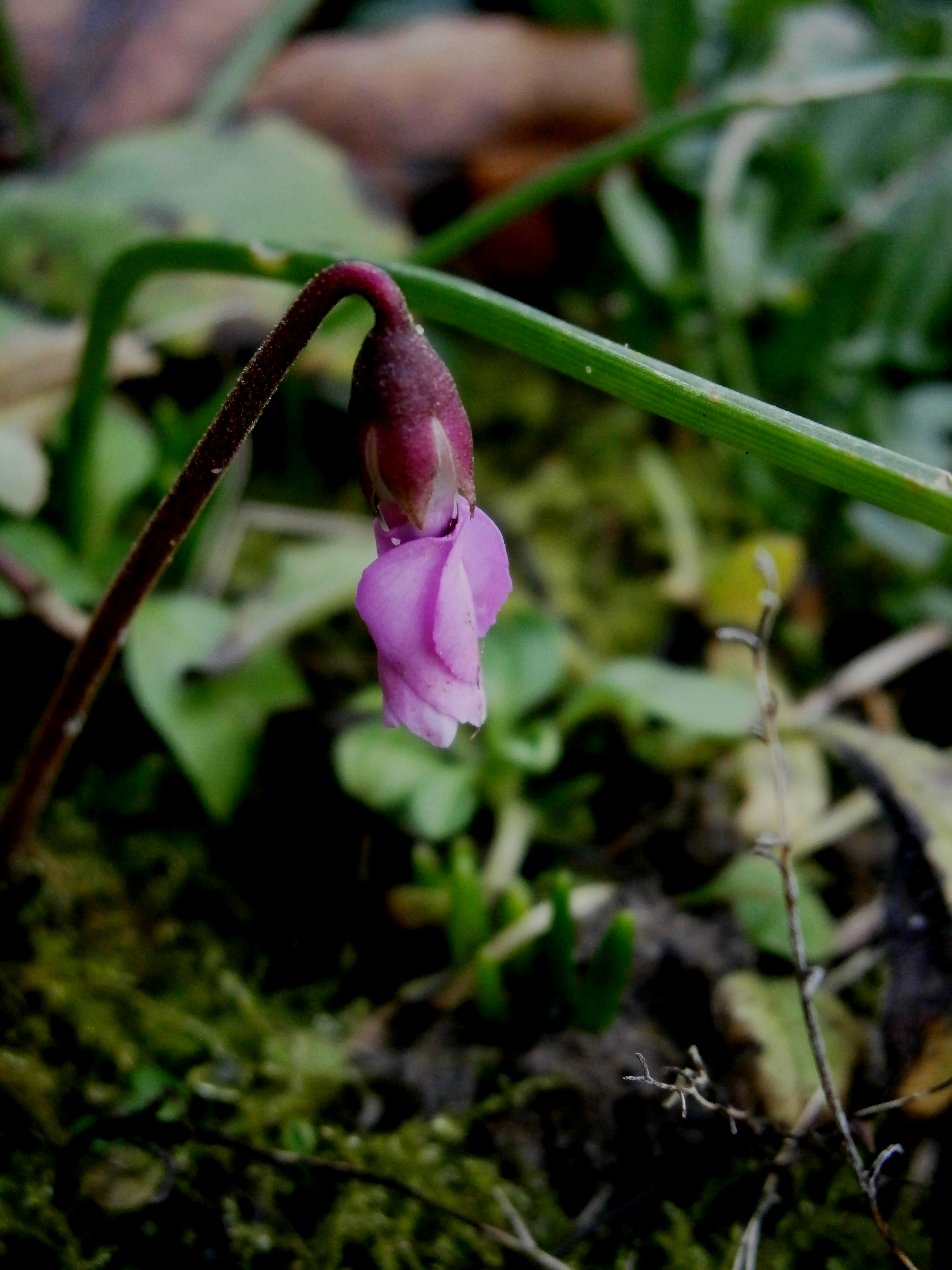
éclosion du bouton floral.
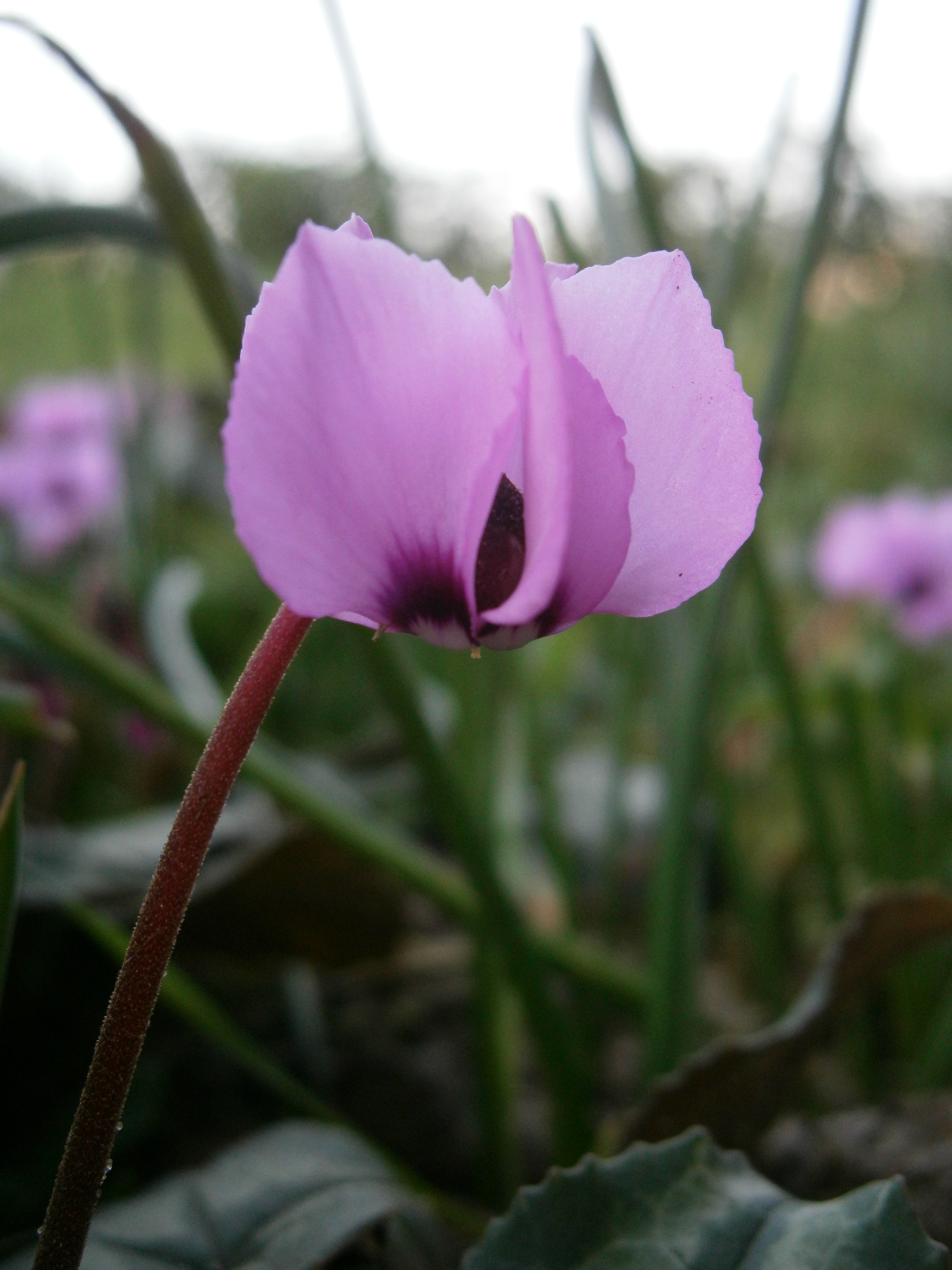
forme à fleurs rose clair.
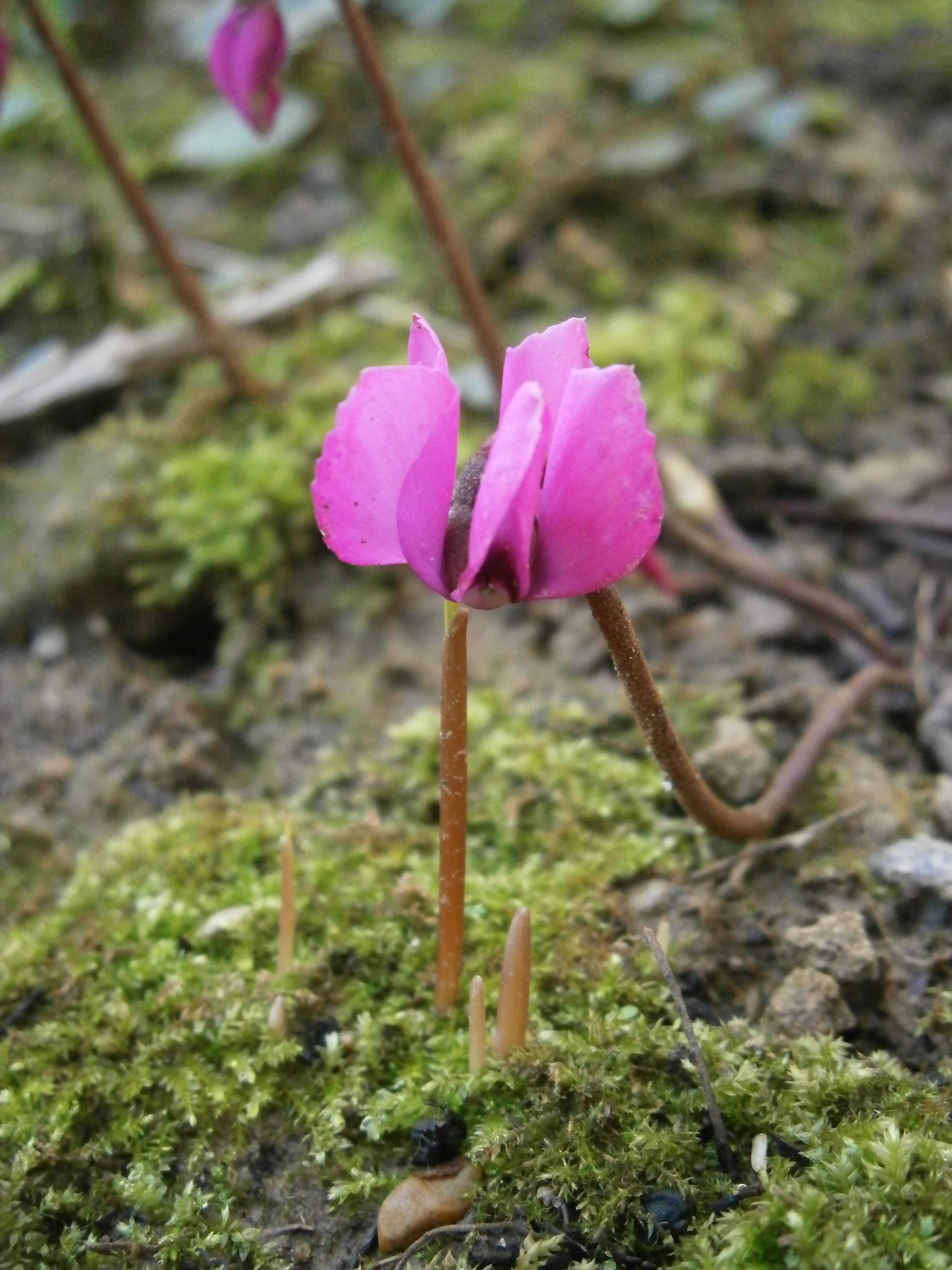
forme à fleurs rose foncé.
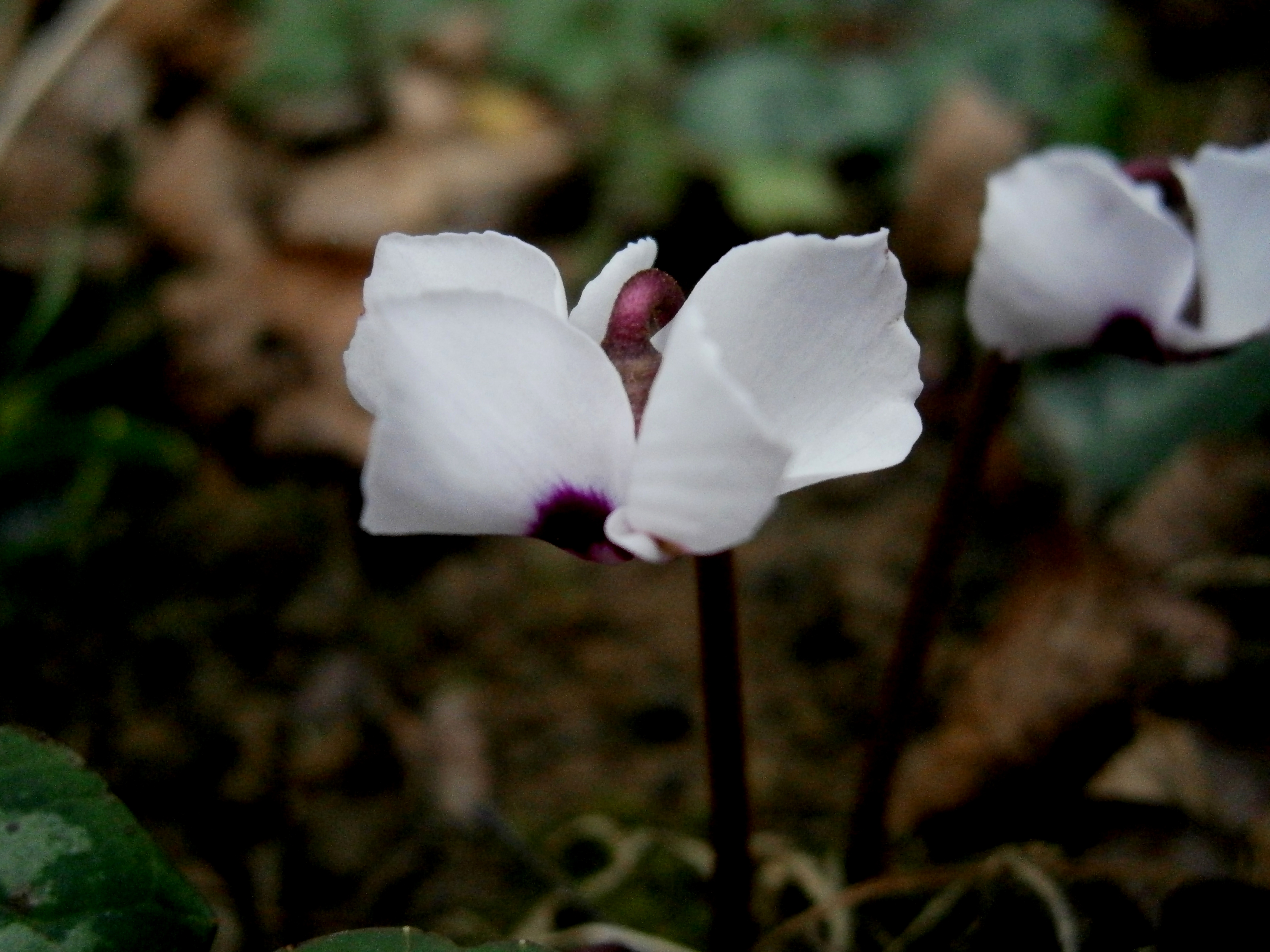
forme à fleurs blanches (f. pallidum).
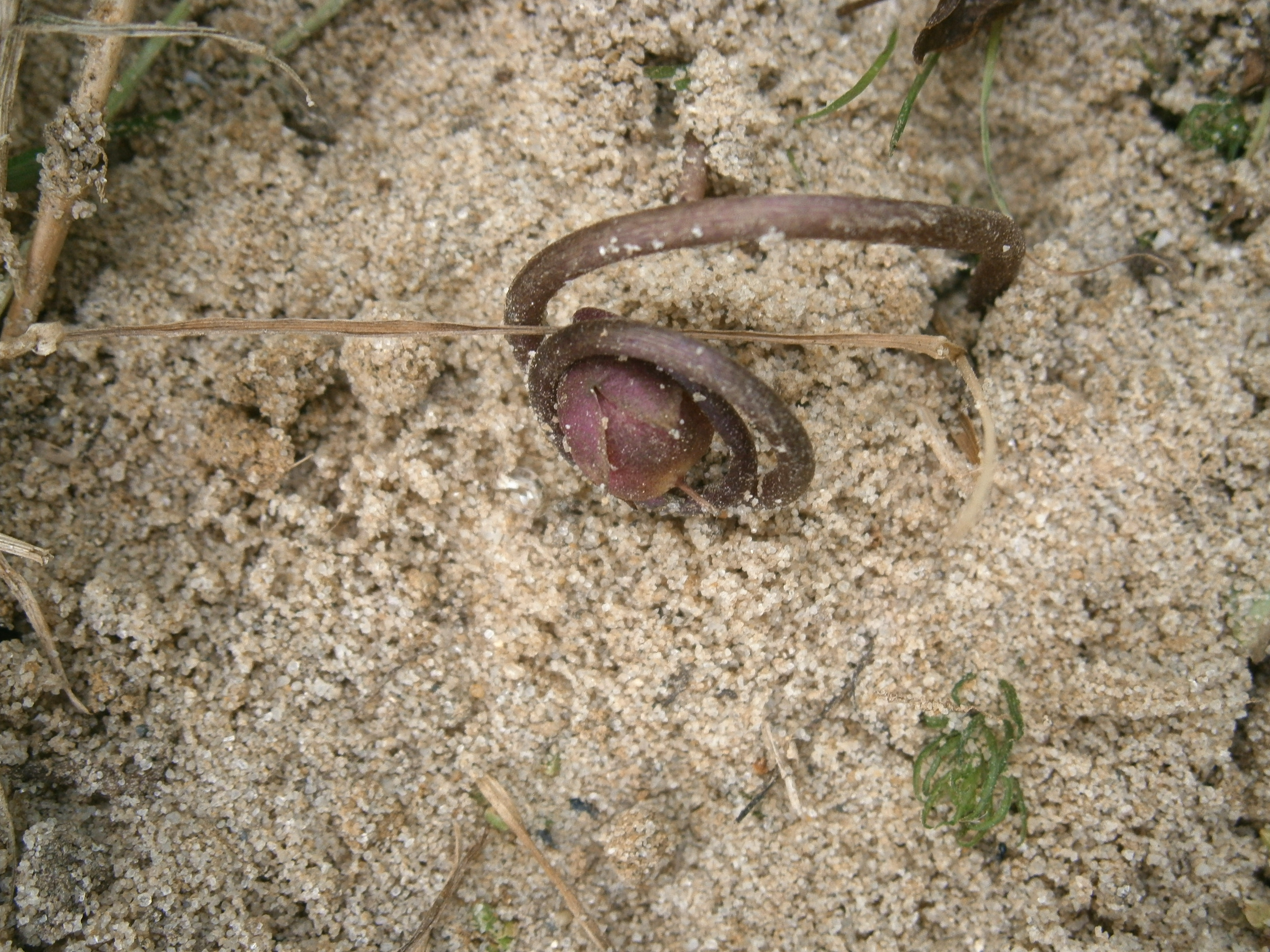
fruit mûrissant au sol.

### Taxons infraspécifiques
Certaines plantes, appelées ‘scented’ sont parfumées. Cyclamen coum f. albissimum, a des feuilles brillantes d’un vert uniforme et des fleurs blanches sans tache basale.
La population isolée de Crimée a été appelée Cyclamen kuznetzovii Kotov & Czernova. La plupart des botanistes considèrent actuellement ce nom sans valeur taxonomique et donc comme synonyme de Cyclamen coum,.
Dans les régions montagneuses du nord-est (Turquie, Géorgie et Caucase) on rencontre la sous-espèce caucasicum (K. Koch) O. Schwarz à feuilles cordées et à plus grandes fleurs.

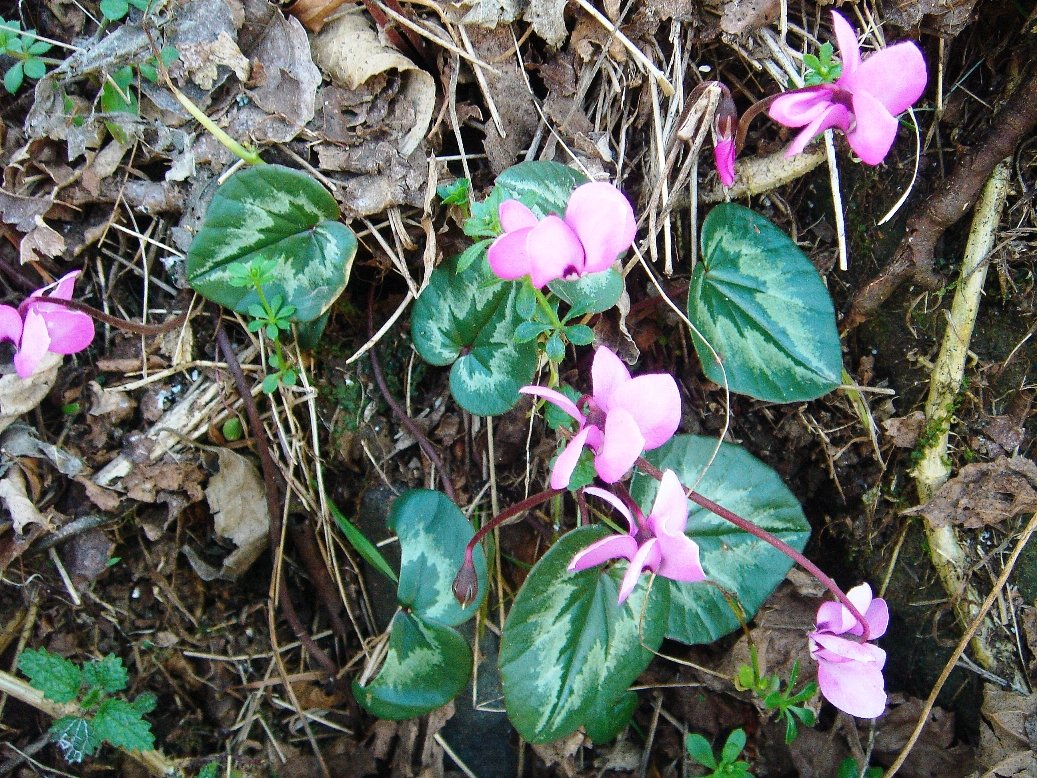
Cyclamen coum subsp. caucasicum.
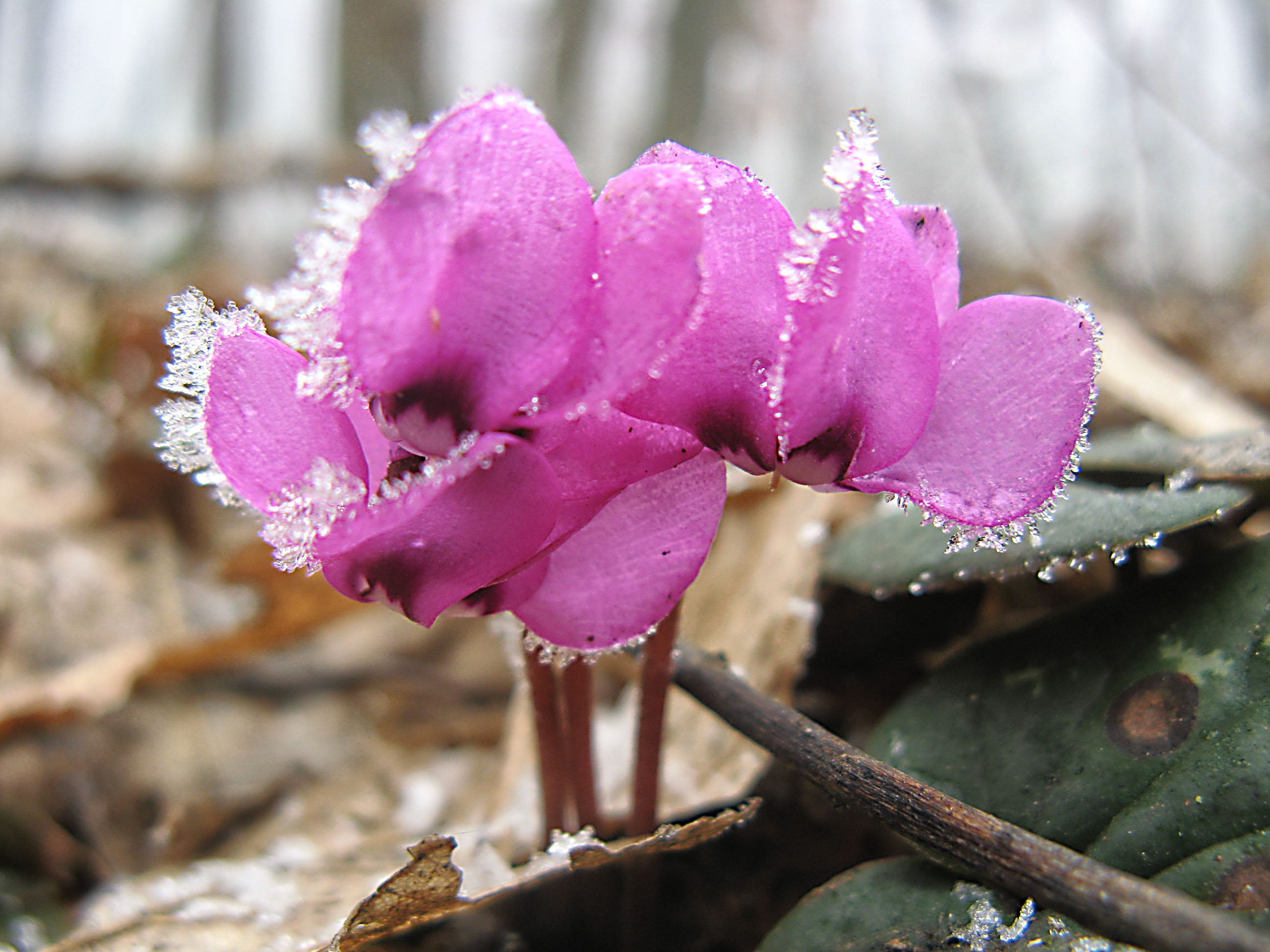
Cyclamen coum var. kuznetzovii en Crimée.

### Remarque
Le taxon appelé Cyclamen ×atkinsii T. Moore ex Lem., était jadis considéré comme un hybride Cyclamen coum × Cycamen persicum - ce qui est improbable car ces deux espèces n'ont pas le même nombre de chromosomes : Cyclamen coum en a 2n=30 et Cyclamen persicum 2n=48. Ce taxon est actuellement considéré comme une variante de Cyclamen coum.

## Espèces apparentées

### Un cyclamen de Géorgie
La forme intermédiaire qu'on rencontre en Abkhazie (ouest de la Géorgie) est appelée Cyclamen abchasicum  (Medw. ex Kusn.) Kolak. (Syn. Cyclamen coum var. abchasicum Medw. ex Kusn.).

### Un élégant cyclamen
Cyclamen elegans Boiss. & Buhse, souvent considéré comme une sous-espèce de Cyclamen coum, se rencontre plus à l’est, dans les montagnes du Nord de l’Iran. Il se distingue de Cyclamen coum subsp. caucasicum par des feuilles plus fortement dentées ou lobées et des fleurs plus élancées. ‘Silver leaf’ est un cultivar à feuilles argentées.

### Un cyclamen à hélices
Cyclamen alpinum hort. Dammann ex Sprenger (Syn. Cyclamen trochopteranthum O. Schwarz) est une espèce endémique du sud-ouest de l'Anatolie.
Cette espèce qui ressemble superficiellement à Cyclamen coum, s’en distingue par ses pétales horizontaux et légèrement contournés, qui donnent à la fleur l’apparence d’une hélice.
Les fleurs qui répandent une légère odeur de miel, sont rose clair à rose foncé avec une tache plus foncée à la base ; f. leucanthum a des fleurs blanches avec une tache carmin à la base.

### Un cyclamen miniature
Cyclamen parviflorum Pobed. est originaire de la zone de fonte des neiges des hautes montagnes du nord de la Turquie.
Ce frère mineur de Cyclamen coum possède de très petites feuilles (< 2,5 cm) rondes vert foncé, dépourvues de motif. Les fleurs sont également très petites (< 1 cm).
La variété subalpinum Grey-Wilson, qui pousse dans les forêts denses à plus basse altitude, a de plus grandes feuilles (jusqu'à 6,5 cm) et de plus grandes fleurs (jusqu'à 1,5 cm).

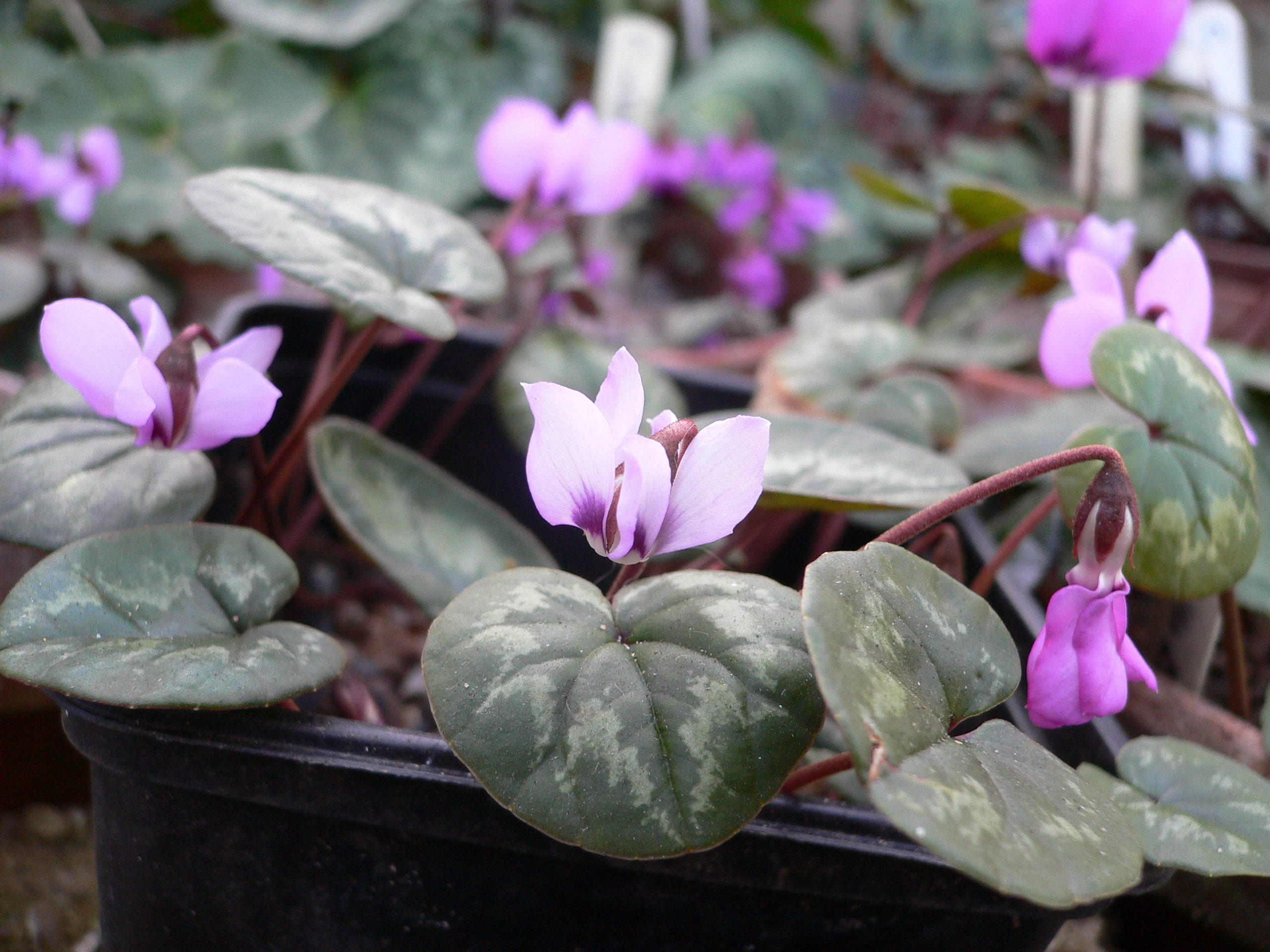
Cyclamen abchasicum.
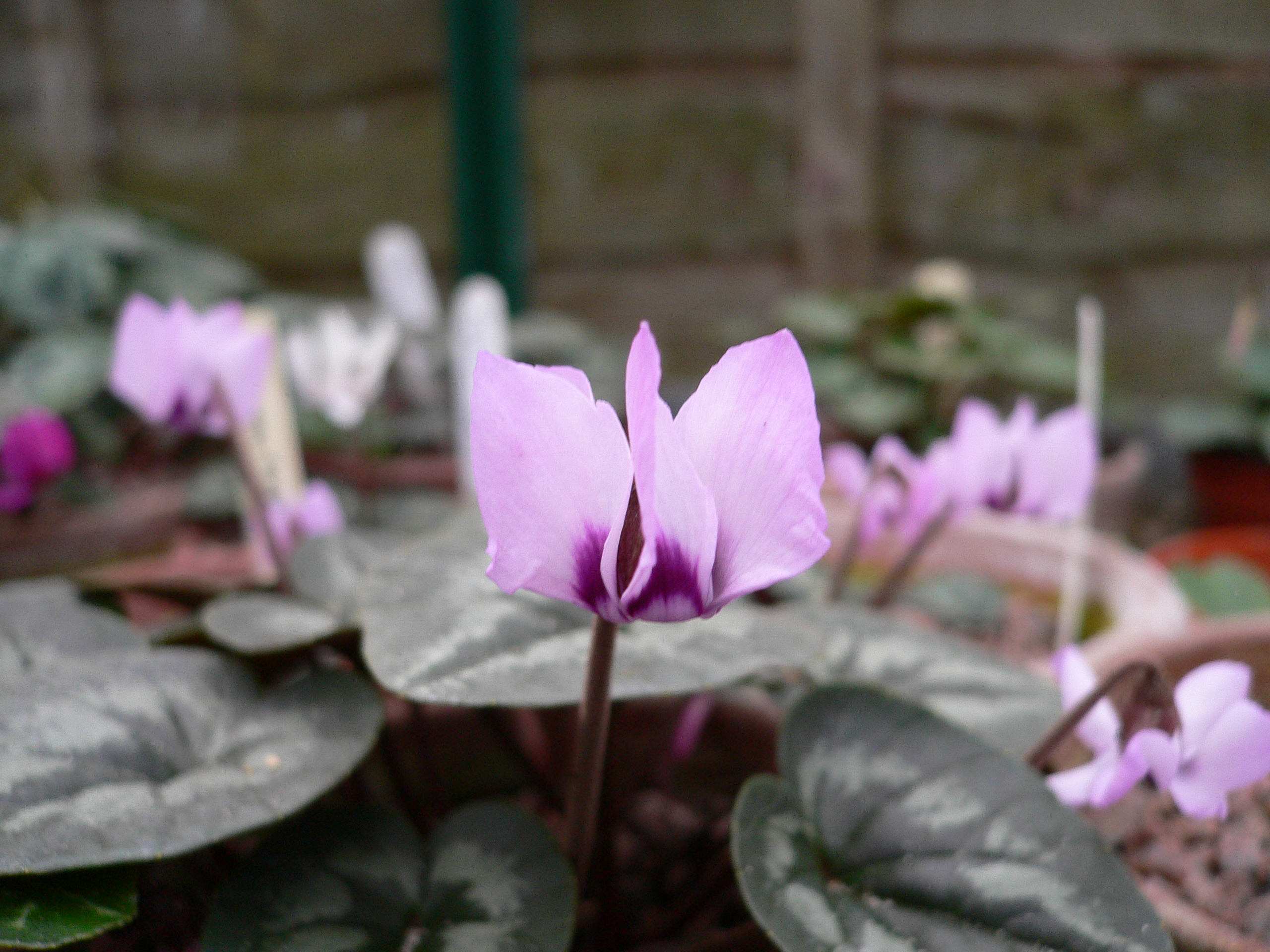
Cyclamen elegans.
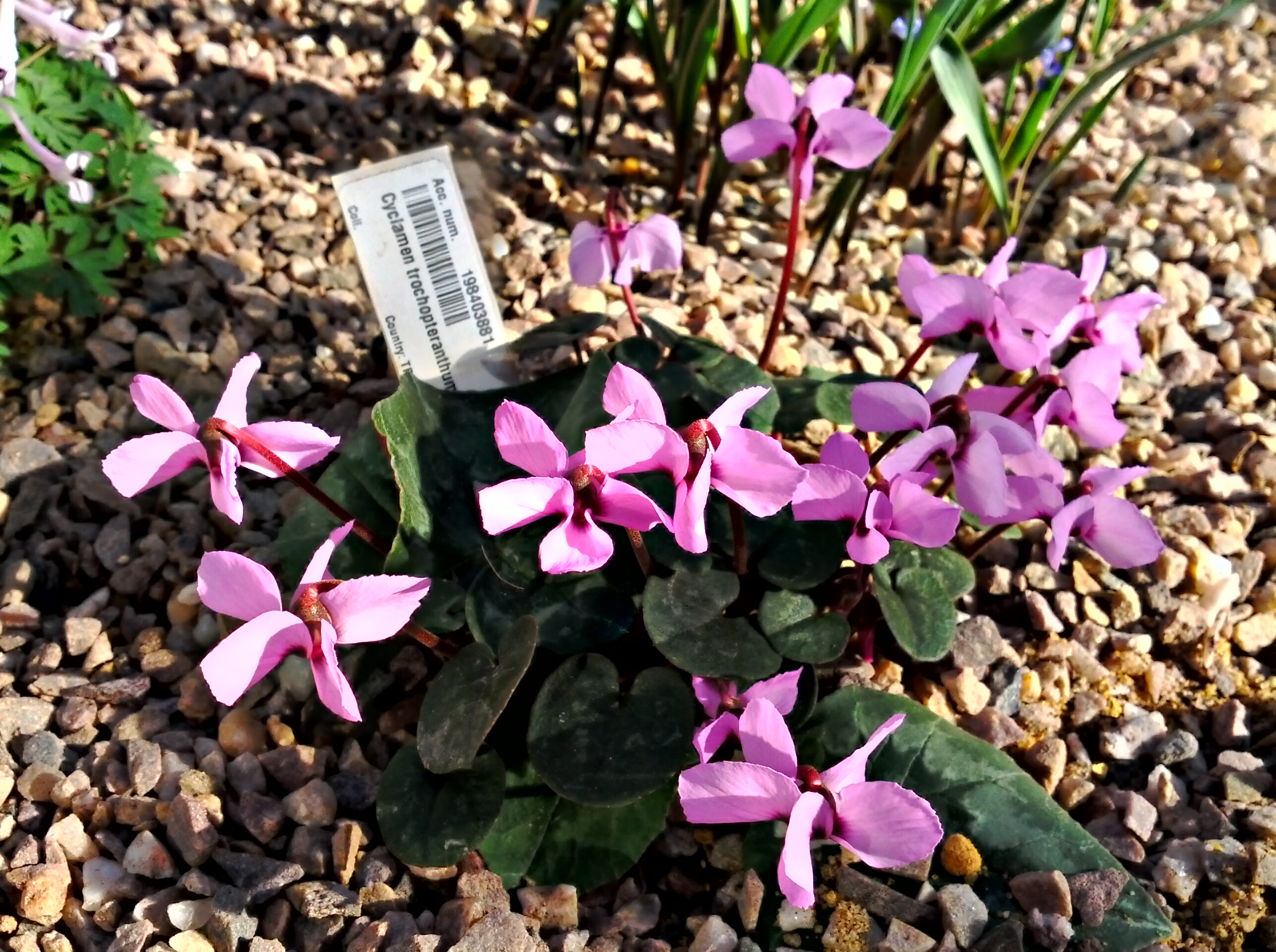
Cyclamen alpinum.
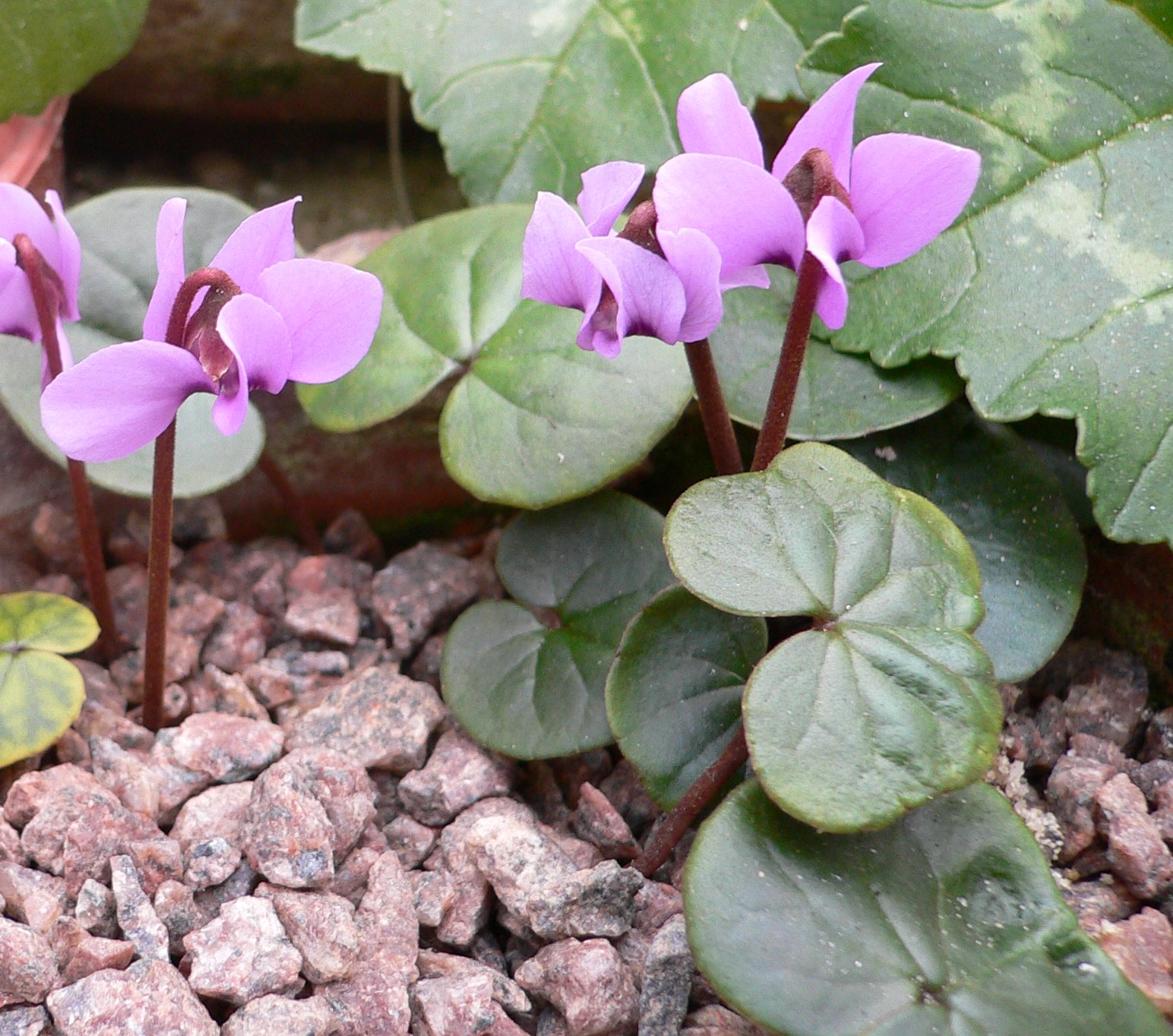
Cyclamen parviflorum.

## Culture
Cyclamen coum et ses cultivars ajoutent de la couleur au jardin déjà avant que les perce-neige, nivéoles, éranthes et premiers crocus botaniques ne sortent.

### Variétés horticoles
De nombreux cultivars de Cyclamen coum ont été sélectionnés pour leurs feuilles, leurs fleurs ou les deux. Voici quelques coups de cœur :
- ‘Golan Heights’ est une excellente sélection de f. albissimum.
- ‘Blush’ a des feuilles argentées à fine bordure verte et des fleurs rosées.
- ‘Maurice Dryden’ est une sélection de la précédente à fleurs blanches.
- ‘Tilebarn Elizabeth’, également à feuilles argentées, a des fleurs bicolores.
- ‘Tilebarn Graham’ a des pétales d’un beau rose et contournés.

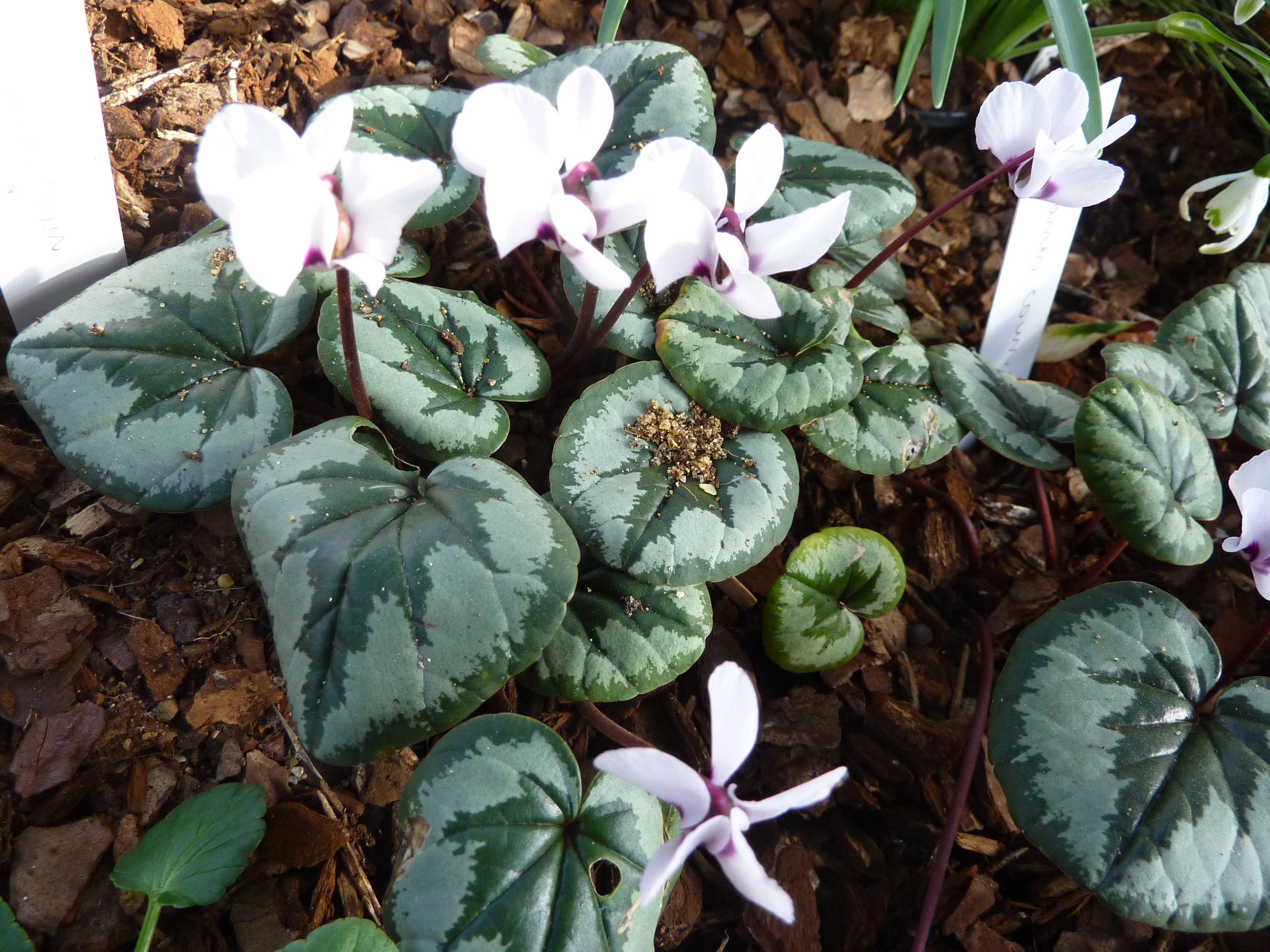
Cyclamen coum f. pallidum.
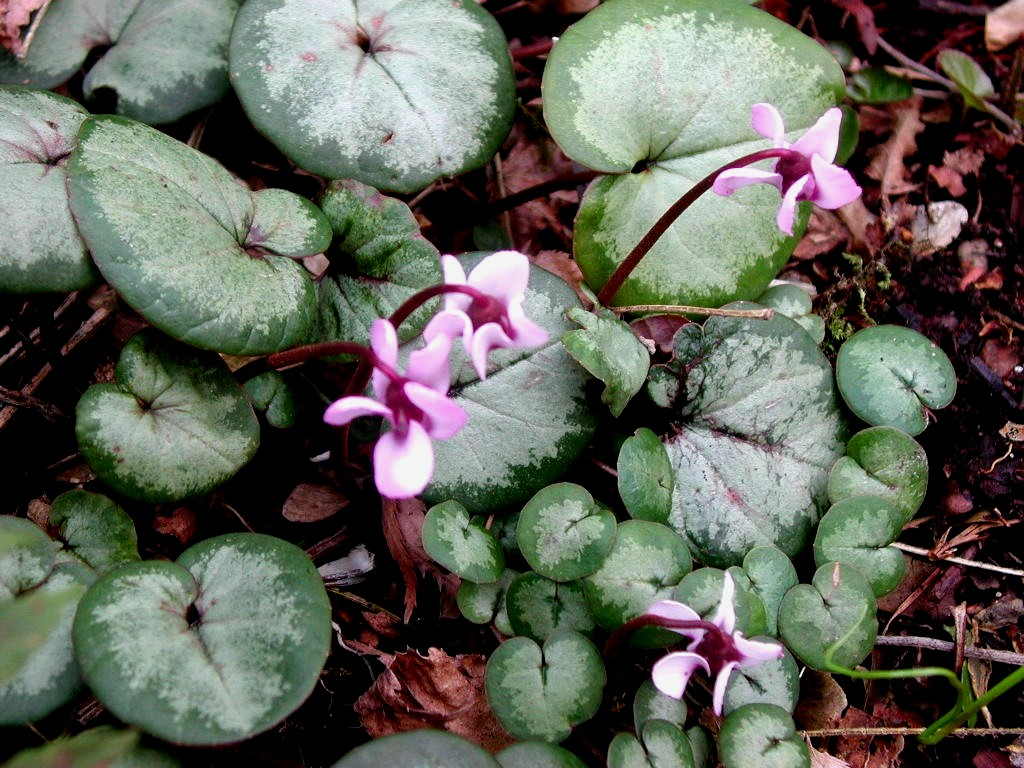
Cyclamen coum 'Blush'.

### Hybrides
Cyclamen ×drydenii Grey-Wilson, un hybride entre Cyclamen coum et Cyclamen alpinum, présente des caractéristiques intermédiaires entre les deux espèces, à savoir des feuilles arrondies et des pétales en hélice.

### Rusticité
- Cyclamen coum subsp. coum et subsp. caucasicum, ainsi que la plupart de leurs sélections, sont bien rustiques et se sèment en abondance. Leurs feuilles, qui apparaissent en automne, peuvent éventuellement souffrir du gel intense.
- Cyclamen alpinum est moyennement rustique et doit être planté en situation abritée ou en serre froide. Il fleurit durant la même période que Cyclamen coum.
- Cyclamen elegans est moins rustique que Cyclamen coum et doit être dès lors planté en situation abritée. Il se multiplie par ailleurs plus lentement.
- Cyclamen parviflorum, quoique très rustique, est difficile à maintenir en culture. Il craint en effet l’humidité en hiver et la chaleur et la sécheresse estivale. Il requiert de l’humidité durant la période de croissance et doit être plus au sec – pas trop sec ! – durant la période de repos.

### Cyclamen coum
- (en) CITES : Cyclamen coum Mill., 1768  (+ répartition sur Species+) (consulté le 19 mai 2015)
- (en) GRIN : espèce Cyclamen coum  Mill.
- (en) GRIN : espèce Cyclamen ×atkinsii  T. Moore ex Lem.
- (en) NCBI : Cyclamen coum (taxons inclus)
- (fr) CITES : taxon  Cyclamen coum (sur le site du ministère français de l'Écologie)
- The Cyclamen Society - Cyclamen coum

### Cyclamen abchasicum
- (en) GRIN : espèce Cyclamen abchasicum (Medw. ex Kusn.) Kolak.
- Flore de Géorgie – Cyclamen abchasicum
- CITES - Bulb Checklist for the genera Cyclamen, Galanthus and Sternbergia

### Cyclamen alpinum
- (en) GRIN : espèce Cyclamen alpinum hort. Dammann ex Sprenger
- (en) NCBI : Cyclamen trochopteranthum O. Schwarz (taxons inclus)
- The Cyclamen Society - Cyclamen alpinum

### Cyclamen elegans
- (en) GRIN : espèce Cyclamen elegans Boiss. & Buhse
- (en) NCBI : Cyclamen coum subsp. elegans (Boiss. & Buhse) Grey-Wilson (taxons inclus)
- The Cyclamen Society - Cyclamen elegans

### Cyclamen parviflorum
- (en) GRIN : espèce Cyclamen parviflorum  Pobed.
- (en) NCBI : Cyclamen parviflorum (taxons inclus)
- (fr) CITES : taxon  Cyclamen coum (sur le site du ministère français de l'Écologie) (consulté le 19 mai 2015)
- The Cyclamen Society - Cyclamen parviflorum